# Villers-Vicomte
Villers-Vicomte település Franciaországban, Oise megyében. Lakosainak száma 151 fő (2022. január 1.). Villers-Vicomte Cormeilles, Esquennoy, Fléchy és Hardivillers községekkel határos.

## Népesség
A település népessége az elmúlt években az alábbi módon változott:
| Lakosok száma | 160  | 163  | 159  | 151  | 145  | 146  | 143  | 138  | 151  |
|               | 2013 | 2015 | 2016 | 2017 | 2018 | 2019 | 2020 | 2021 | 2022 |